# Сегонзак (кантон)
Сегонза́к (фр. Segonzac) — кантон во Франции, находится в регионе Пуату — Шаранта, департамент Шаранта. Входит в состав округа Коньяк.
Код INSEE кантона — 1627. Всего в кантон Сегонзак входят 16 коммун, из них главной коммуной является Сегонзак.
Население кантона на 2007 год составляло 12 142 человека.
Коммуны кантона:
- Амблевиль
- Анжак-Шампань
- Бур-Шарант
- Верьер
- Гондвиль
- Жансак-ла-Паллю
- Жанте
- Жюйяк-ле-Кок
- Критёй-ла-Магделен
- Линьер-Сонвиль
- Менкс
- Саль-д’Англь
- Сегонзак
- Сен-Мем-ле-Карьер
- Сен-Прёй
- Сен-Фор-сюр-ле-Не